# Guiscard

Guiscard este o comună în departamentul Oise, Franța. În 1 ianuarie 2022 avea o populație de 1.763 de locuitori.